# Arnold von Wachtendonck
Arnold von Wachtendonck (* unbekannt: † 1633) war Domdechant in Lüttich und Domherr in Münster und Hildesheim.

## Leben
Arnold von Wachtendonck entstammte dem niederrheinischen Adelsgeschlecht von Wachtendonck, dessen Stammsitz die im Jahre 1603 zerstörte Burg Wachtendonk im Herzogtum Geldern war. Er war der Sohn des klevischen Marschalls Arnold von Wachtendonck zu Germenseel und dessen Gemahlin Elisabeth von Loe zu Wissen (1533–1602). Am 9. Juni 1608 nahm er nach dem Tode des Domherrn Heinrich von Bevern die ihm vom Kölner Kurfürsten Ferdinand verliehene Dompräbende in Besitz. Mit der Aufschwörung auf die Geschlechter Wachtendonck, Loe, Schenck und Nesselrode wurde er am 20. Juli 1611 emanzipiert. Arnold war auch Domherr in Hildesheim sowie Domdechant in Lüttich. Außerdem war er Archidiakon zu Xanten.